# Chen Jining
Dans ce nom chinois, le nom de famille, Chen, précède le nom personnel.
Pour les articles homonymes, voir Chen.
Chen Jining, né en février 1964, est un universitaire et homme politique chinois. Ancien président de l'université Tsinghua et de sa faculté environnementale, il succède à Zhou Shengxian en janvier 2015 au poste de ministre de l'Environnement,.
De 2017 à 2022, il est maire de Pékin.

## Biographie
Né en février 1964, il entre au Parti communiste en 1984, obtient son diplôme de l'université Tsinghua en 1986.
Il part en Angleterre suivre ses études à Londres, à l'université Brunel, et il obtient ensuite un diplôme d'ingénieur environnementaliste civil à l'Imperial College London. Il est assistant de recherche pendant quelques années à Londres.
De retour à l'université Tsinghua, il travaille au département ingénierie environnementale. Il y poursuit un parcours académique, prend la direction de ce département et 1999, puis devient vice-président de l'université en 2006, avant de prendre la présidence en 2012.

## Ministre de l'Environnement

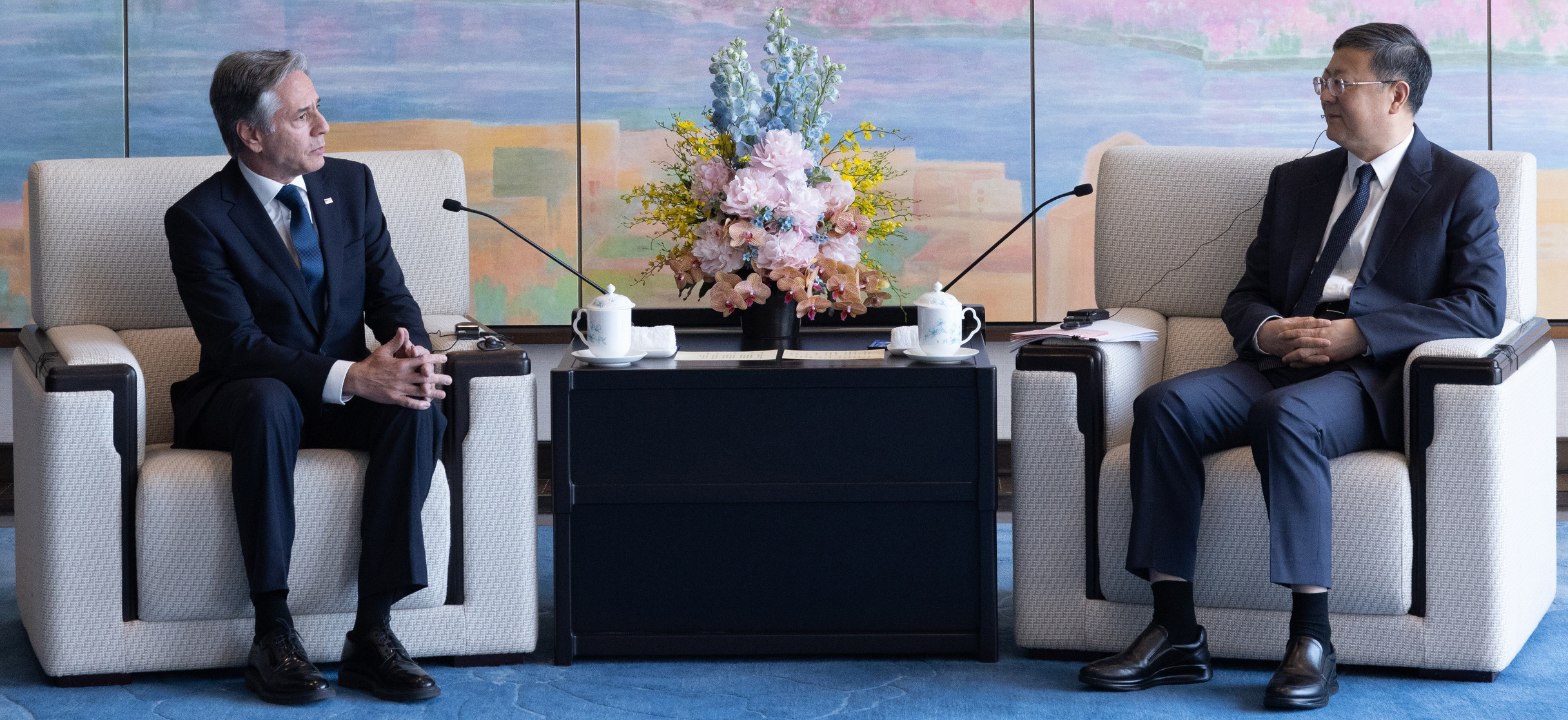
Chen Jining (2024)

Depuis son arrivée au pouvoir, et dans la lignée de la lutte contre la corruption de Xi Jinping, il prend des mesures rigoureuses pour la protection de l'environnement, rejetant plusieurs projets pour lesquels les membres locaux ont été "trop obnubilés par la croissance à tout crin et leur propre avancement.", selon Le Vent de la Chine.
Il fait de ses priorités la propreté des eaux, de l'air, et le crédit-carbone.

## Distinctions et honneurs

### Décorations internationales
- Ordre olympique échelon argent (Comité international olympique), le 21 février 2022[4].